# Georges Chervachidze
Le prince Georges Chervachidze (ou Tchatchba en abkhaze ; en géorgien : გიორგი შერვაშიძე ; en russe : Георгий Дмитриевич Шервашидзе, Gueorgui Dmitrievitch Chervachidze ; 1847-1918) est un prince abkhaze ayant fait partie du haut service de l'Empire russe au XIXe siècle.

## Biographie

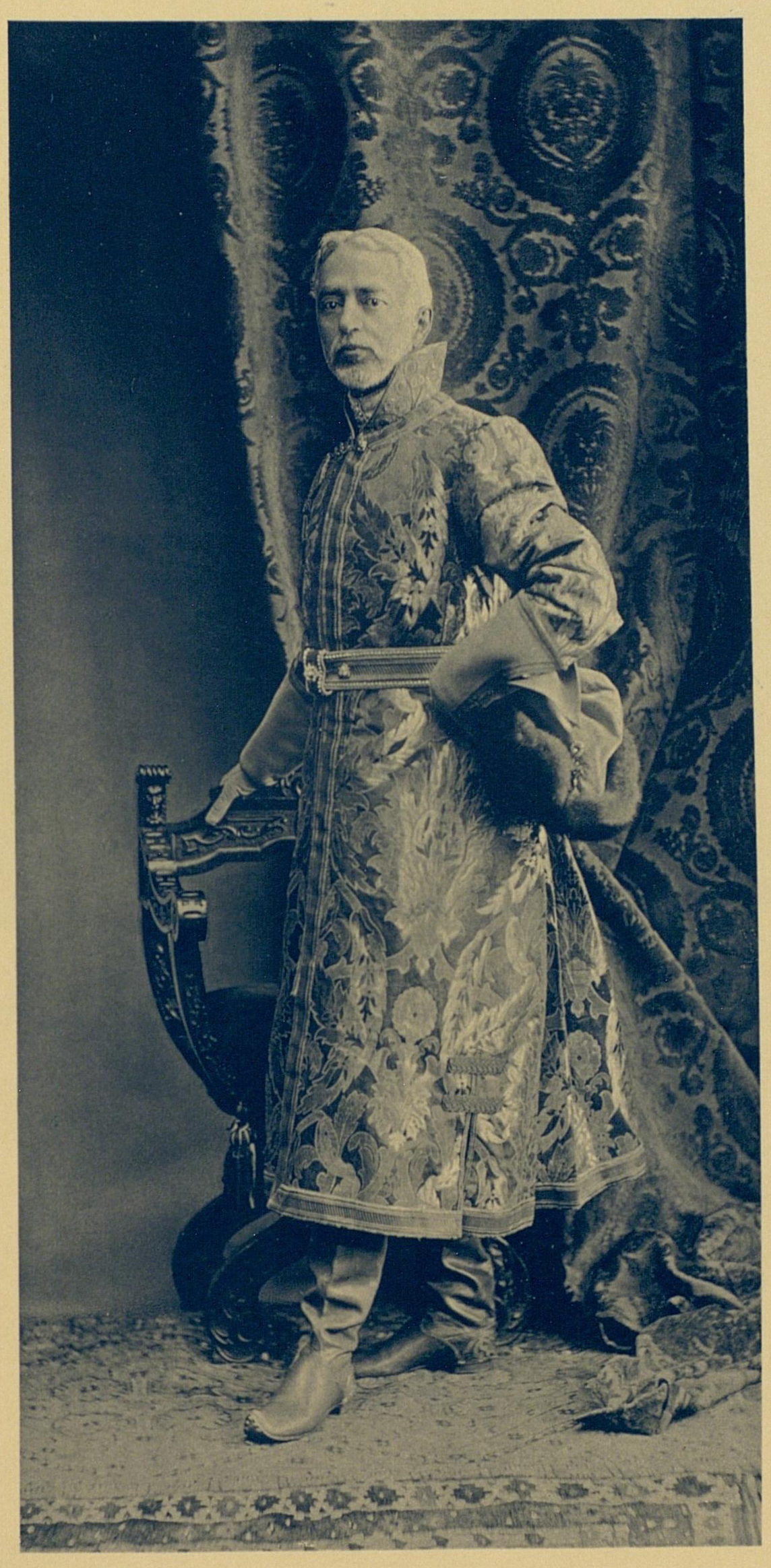
Portrait du prince au bal de la cour de 1903

L'Abkhazie, à part quelques ports pris par l'Empire russe, faisant alors partie de l'Empire ottoman, le prince Georges Chervachidzé fut envoyé en 1858 à Saint-Pétersbourg pour suivre ses études.
En 1865, il entra à la faculté de droit de l'université de Moscou dont il sortit diplômé en 1869. La principauté d'Abkhazie intégra l'Empire russe en 1866 et il fut nommé dans le service civil à Tiflis (l'actuelle Tbilissi) en tant que conseiller titulaire dans l'administration du Caucase.
Il participa à la guerre russo-turque de 1877-1878.
En 1883, il devint vice-gouverneur et, en 1889, gouverneur de Tiflis, jusqu'en 1897. Il fut alors nommé conseiller d'État. Lorsqu'en 1888, l'empereur Alexandre III de Russie se rendit au monastère du Nouvel Athos, l'impératrice Marie Féodorovna remarqua le prince Chervachidze ce qui conduisit plus tard, lorsqu'elle devint veuve, à une amitié amoureuse. Le prince fut nommé en 1899 Oberhofmeister, c'est-à-dire grand chambellan de la Maison de l'impératrice douairière. De 1903 à 1915, il fut son chancelier. Il était fort ami du comte Witte.
Il fut marié à Maria Alexandrovna von Nicolay (1859-1919), fille du baron Alexandre Pavlovitch von Nicolay, avec qui il a eu un fils, Dimitri, mort en 1937.